# Nodilittorina pyramidalis
Nodilittorina pyramidalis is een slakkensoort uit de familie Littorinidae. De wetenschappelijke naam werd gepubliceerd in 1833 door Quoy en Gaimard. 
In het Engels staat de soort bekend onder de naam "Pyramid Periwinkle".

## Ondersoort
- Nodilittorina pyramidalis pascua, Rosewater, 1970.[3]

## Kenmerken
Zijn schelp wordt tot 26,8 millimeter lang, maar meestal is het minder dan 15 millimeter lang.
De schelp heeft twee rijen knobbeltjes die over het midden van de winding lopen, ook loopt er een zelfde rij op de onderste deel van de winding tegen het sutuur aan. Het hele oppervlak is bedekt met onregelmatige axiale groeilijnen. De columella is breed en heeft een gladde structuur. De buitenlip is eenvoudig en dun. Het operculum is hoornachtig.
De kleur van de schelp is grijs, de knobbeltjes zijn lichtbruin tot grijzig of zelfs wit. De opening is lichtbruin-grijzig of bruin met twee witte banden aan de binnenkant.

## Leefwijze

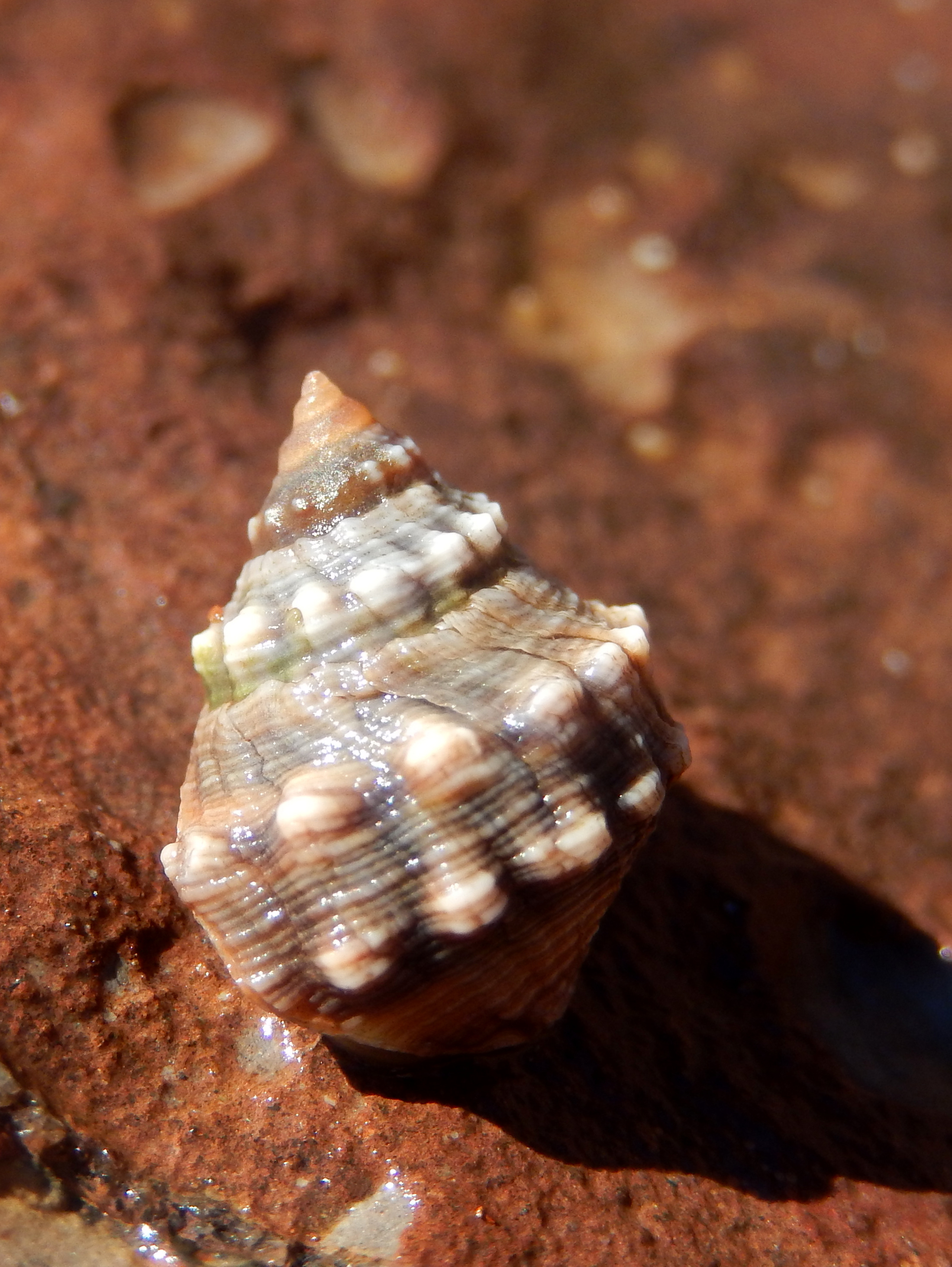
Nodilittorina pyramidalis levend

De embryo's ontwikkelen zich tot planktonische trocophore-larven en later tot juveniele veligers (een plankton soort) voordat ze volgroeien tot een volwassenen. De soort kan vaak in groepjes gevonden worden in spleten en kuilen, dit doen ze om vocht vast te houden.

### Leefgebied
De slak komt in overvloed voor op matig beschutte kusten, dichtbij of net boven vloedmerk. Hij wordt vaak aangetroffen tot 6 meter onder het wateroppervlak, maar is ook gevonden op 10 meter boven het vloedmerk.

## Verspreiding
Nodilittorina pyramidalis komt endemisch voor in de zeeën rond Australië. Hieronder vallen Queensland, Victoria, Lord Howe Island, Norfolk Island en in het zuiden van het kleine stadje Mallacoota.